# サンダーボルト救出作戦
『サンダーボルト救出作戦』（サンダーボルトきゅうしゅつさくせん、Mivtsa Yonatan）は、1977年のイスラエルのアクション映画。
1976年に起きたエンテベ空港ハイジャック事件を題材に、米国で活動しているイスラエル出身のメナハム・ゴーランが製作・監督した。主演はドイツの個性派俳優クラウス・キンスキーとイスラエルの歌手ヨーラム・ガオン、他の主要登場人物の大半はイスラエル人俳優が演じている。
日本では劇場未公開でビデオスルーされた。

## キャスト
| 役名                   | 俳優                     | 日本語吹替 |
| ---------------------- | ------------------------ | ---------- |
| ヨナタン・ネタニヤフ   | ヨーラム・ガオン         |            |
| ヴィルフリート・ボーゼ | クラウス・キンスキー     |            |
| ハリマ                 | シビル・ダニング         |            |
| ヌリット・アヴィヴ     | ギラ・アルマゴール       |            |
| シュキ                 | アッシ・ダヤン           |            |
| ダン・ショムロン       | アリク・ラヴィ           |            |
| ガディ・アーロン       | シャアイク・オフィール   |            |
| ベニー・ペレド         | ガビ・アムラニ           |            |
| イェクティエル・アダム | アリー・ガルダス         |            |
| イディ・アミン         | マーク・ヘルス           |            |
| マイケル・バコス       | ヘンリー・クーザニアック |            |

その他、イツハク・ラビン首相やシモン・ペレス国防相、イーガル・アロン外相、ガッド・ヤコビ運輸相が本人の役で出演している。